# Campionato sudamericano maschile di pallacanestro 1991
Il 34º Campionato dell'America Meridionale Maschile di Pallacanestro (noto anche come FIBA South American Championship 1991) si è svolto dal 16 al 26 maggio 1991 a Valencia in Venezuela. Il torneo è stato vinto dalla nazionale venezuelana.
I FIBA South American Championship sono una manifestazione contesa dalle squadre nazionali dell'America meridionale, organizzata dalla CONSUBASQUET (Confederazione America Meridionale), nell'ambito della FIBA Americas.

## Squadre partecipanti
- Argentina
- Brasile
- Colombia
- Ecuador
- Paraguay
- Perù
- Uruguay
- Venezuela

## Classifica finale
| Pos | Squadra   | V-P |
| --- | --------- | --- |
|     | Venezuela | 7-1 |
|     | Brasile   | 6-2 |
|     | Argentina | 6-1 |
| 4   | Uruguay   | 4-3 |
| 5   | Colombia  | 3-4 |
| 6   | Ecuador   | 2-5 |
| 7   | Paraguay  | 1-6 |
| 8   | Perù      | 0-7 |